# Isländischer Fußballpokal der Männer 2011
Der isländische Fußballpokal 2011 war die 52. Austragung des isländischen Pokalwettbewerbs der Männer. Pokalsieger wurde KR Reykjavík. Das Team setzte sich am 13. August 2011 im Laugardalsvöllur von Reykjavík gegen þór Akureyri durch.
Da KR Reykjavík neben dem Pokal auch die Meisterschaft gewann, war der unterlegene Finalist þór Akureyri für Europa League qualifiziert. Titelverteidiger FH Hafnarfjörður schied im Achtelfinale gegen den späteren Sieger aus.

## Modus
Die Begegnungen wurden in einem Spiel ausgetragen. In den ersten zwei Runden nahmen Vereine ab der zweiten Liga abwärts teil. Die Vereine der ersten Liga stiegen erst in der 3. Runde ein. Bei unentschiedenem Ausgang wurde das Spiel zunächst verlängert und gegebenenfalls durch Elfmeterschießen entschieden.

## 1. Runde
| Datum      |                             | Ergebnis  |                      |
| ---------- | --------------------------- | --------- | -------------------- |
| 30.04.2011 | UMF Álftanes                | 0:2       | KFS Vestmannaeyja    |
| 30.04.2011 | KS Dalvík/Reynir            | 3:2       | Magni Grenivík       |
| 01.05.2011 | Víðir Garði                 | 7:0       | Hómer Reykjavík      |
| 01.05.2011 | KFR Hella/Hvolsvöllur       | 3:1       | KB Breiðholts        |
| 01.05.2011 | Ægir þorlákshöfn            | 2:4       | KF Vesturbæjar       |
| 01.05.2011 | Hamar Hveragerði            | 2:0       | Carl Reykjavík       |
| 01.05.2011 | Elliði Reykjavík            | 5:2       | UMF Grundarfjörður   |
| 01.05.2011 | Draupnir Akureyri           | 3:2       | UMF Kormákur         |
| 01.05.2011 | Ísbjörninn Kópavogur        | 5:2       | Höfrungur Þingeyri   |
| 01.05.2011 | Hvíti riddarinn Mosfellsbær | 0:7       | Björninn Reykjavík   |
| 01.05.2011 | Vængir Júpiters             | 1:2       | Kári Akranes         |
| 01.05.2011 | Afríka Reykjavík            | 1:7       | Árborg Selfoss       |
| 01.05.2011 | KFG Garðabær                | 4:2       | Ýmir Kópavogur       |
| 02.05.2011 | UMF Afturelding             | 3:0       | Gnúpverjar Reykjavík |
| 02.05.2011 | Berserkir Reykjavík         | 2:1       | Augnablik Kópavogur  |
| 03.05.2011 | UMF Þróttur Vogar           | 2:3       | UMF Kjalnesingar     |
| 03.05.2011 | Markaregn Hafnarfjörður     | 1:5       | ÍH Hafnarfjörður     |
| 04.05.2011 | Ármann Reykjavík            | 4:3 n. V. | UMF Skallagrímur     |
| 04.05.2011 | KH Hlíðarendi               | 1 3:0 1   | Léttir Reykjavík     |

## 2. Runde
| Datum      |                         | Ergebnis              |                      |
| ---------- | ----------------------- | --------------------- | -------------------- |
| 08.05.2011 | Léttir Reykjavík        | 2                     | Hamar Hveragerði     |
| 08.05.2011 | KS Dalvík/Reynir        | 0:1                   | KS Fjallabyggðar     |
| 08.05.2011 | UMF Víkingur            | 1:0                   | Leiknir Reykjavík    |
| 08.05.2011 | Elliði Reykjavík        | 0:1                   | UMF Kjalnesingar     |
| 08.05.2011 | KFS Vestmannaeyja       | 3:0                   | Árborg Selfoss       |
| 08.05.2011 | Kári Akranes            | 0:7                   | Reynir Sandgerði     |
| 08.05.2011 | Völsungur Húsavík       | 4:3 n. V.             | UMF Tindastóll/Hvöt  |
| 08.05.2011 | Leiknir Fáskrúðsfjörður | 3:2                   | UMF Sindri Höfn      |
| 08.05.2011 | Ísbjörninn Kópavogur    | 00:10                 | Fjölnir Reykjavík    |
| 09.05.2011 | UMF Afturelding         | 0:1                   | KF Vesturbæjar       |
| 09.05.2011 | ÍR Reykjavik            | 6:0                   | Víðir Garði          |
| 09.05.2011 | Höttur Egilsstaðir      | 5:2                   | KFF Fjarðabyggðar    |
| 09.05.2011 | UMF Selfoss             | 2:2 n. V. (5:4 i. E.) | ÍA Akranes           |
| 09.05.2011 | þróttur Reykjavík       | 5:0                   | Ármann Reykjavík     |
| 09.05.2011 | Draupnir Akureyri       | 0:3                   | KA Akureyri          |
| 09.05.2011 | KFG Garðabær            | 1:3                   | BÍ/Bolungarvík       |
| 09.05.2011 | Björninn Reykjavík      | 0:1                   | UMF Njarðvík         |
| 09.05.2011 | KFR Hella/Hvolsvöllur   | 1:4                   | HK Kópavogur         |
| 09.05.2011 | ÍF Grótta               | 0:2                   | Haukar Hafnarfjörður |
| 09.05.2011 | ÍH Hafnarfjörður        | 1:2                   | Berserkir Reykjavík  |
| 18.05.2011 | KH Reykjavik            | 0:7                   | Hamar Hveragerði     |

## 3. Runde
Teilnehmer: Die 20 Sieger der 2. Runde und die 12 Vereine der Pepsideild 2011.
| Datum      |                      | Ergebnis  |                         |
| ---------- | -------------------- | --------- | ----------------------- |
| 24.05.2011 | Hamar Hveragerði     | 2:0       | KFS Vestmannaeyja       |
| 25.05.2011 | UMF Kjalnesingar     | 0:3       | ÍBV Vestmannaeyja       |
| 25.05.2011 | BÍ/Bolungarvík       | 5:1       | Reynir Sandgerði        |
| 25.05.2011 | ÍR Reykjavik         | 1:3 n. V. | þróttur Reykjavík       |
| 25.05.2011 | UMF Stjarnan         | 0:3       | KR Reykjavík            |
| 25.05.2011 | Berserkir Reykjavík  | 1:3       | Fram Reykjavík          |
| 25.05.2011 | UMF Njarðvík         | 0:1       | HK Kópavogur            |
| 25.05.2011 | KA Akureyri          | 1:2       | UMF Grindavík           |
| 25.05.2011 | Valur Reykjavík      | 2:1 n. V. | UMF Víkingur            |
| 25.05.2011 | Fjölnir Reykjavík    | 1:0       | UMF Selfoss             |
| 25.05.2011 | Haukar Hafnarfjörður | 2:0       | KS Fjallabyggðar        |
| 26.05.2011 | Höttur Egilsstaðir   | 0:5       | Keflavík ÍF             |
| 26.05.2011 | Breiðablik Kópavogur | 2:1       | Völsungur Húsavík       |
| 26.05.2011 | KF Vesturbæjar       | 0:2       | Víkingur Reykjavík      |
| 26.05.2011 | þór Akureyri         | 5:0       | Leiknir Fáskrúðsfjörður |
| 26.05.2011 | FH Hafnarfjörður     | 3:2 n. V. | Fylkir Reykjavík        |

## Achtelfinale
| Datum      |                   | Ergebnis  |                      |
| ---------- | ----------------- | --------- | -------------------- |
| 20.06.2011 | þór Akureyri      | 3:1       | Víkingur Reykjavík   |
| 20.06.2011 | FH Hafnarfjörður  | 1:3       | Keflavík ÍF          |
| 20.06.2011 | Fjölnir Reykjavík | 3:2       | Hamar Hveragerði     |
| 21.06.2011 | Valur Reykjavík   | 2:3       | ÍBV Vestmannaeyja    |
| 21.06.2011 | UMF Grindavík     | 2:1       | HK Kópavogur         |
| 21.06.2011 | þróttur Reykjavík | 3:1       | Fram Reykjavík       |
| 23.06.2011 | BÍ/Bolungarvík    | 4:1 n. V. | Breiðablik Kópavogur |
| 23.06.2011 | KR Reykjavík      | 2:0       | FH Hafnarfjörður     |

## Viertelfinale
| Datum      |                   | Ergebnis  |                   |
| ---------- | ----------------- | --------- | ----------------- |
| 02.07.2011 | þór Akureyri      | 2:1 n. V. | UMF Grindavík     |
| 03.07.2011 | BÍ/Bolungarvík    | 3:2       | þróttur Reykjavík |
| 03.07.2011 | Fjölnir Reykjavík | 1:2       | ÍBV Vestmannaeyja |
| 03.07.2011 | KR Reykjavík      | 3:2       | Keflavík ÍF       |

## Halbfinale
| Datum      |                | Ergebnis |                   |
| ---------- | -------------- | -------- | ----------------- |
| 27.07.2011 | þór Akureyri   | 2:0      | ÍBV Vestmannaeyja |
| 31.07.2011 | BÍ/Bolungarvík | 1:4      | KR Reykjavík      |

## Finale
| Paarung        | þór Akureyri – KR Reykjavík |
| Ergebnis       | 0:2 (0:1) |
| Datum          | 13. August 2011 |
| Stadion        | Laugardalsvöllur, Reykjavík |
| Zuschauer      | 5.327 |
| Schiedsrichter | Valgeir Valgeirsson |
| Tore           | 0:1 Gunnar Már Guðmundsson (45., Eigentor) 0:2 Baldur Sigurðsson (81.) |
| þór Akureyri   | Srđan Rajković – Gísli Páll Helgason, Janez Vrenko, Ingi Freyr Hilmarsson (90. Sigurður Marinó Kristjánsson) – Sveinn Elías Jónsson, Gunnar Már Guðmundsson, Ármann Pétur Ævarsson (75. Dávid Disztl), Atli Sigurjónsson, Clark Keltie – Þorsteinn Ingason, Jóhann Helgi Hannesson Cheftrainer: Páll Viðar Gíslason                                                                     |
| KR Reykjavík   | Hannes Þór Halldórsson – Skúli Jón Friðgeirsson, Grétar Sigfinnur Sigurðarson, Egill Jónsson (55. Gunnar Þór Gunnarsson), Gunnar Örn Jónsson (55. Aron Bjarki Jósepsson) – Kjartan Henry Finnbogason, Baldur Sigurðsson, Óskar Örn Hauksson, Jordao Diogo (55. Ásgeir Örn Ólafsson), Viktor Bjarki Arnarsson – Guðjon Baldvinsson, Magnús Már Lúðvíksson Cheftrainer: Rúnar Kristinsson |
| Gelbe Karten   | Janez Vrenko, Ingi Freyr Hilmarsson, Gunnar Már Guðmundsson – Viktor Bjarki Arnarsson |
| Platzverweise  | keine – Skúli Jón Friðgeirsson (68.) |